# Grieg (cratère)
Pour les articles homonymes, voir Grieg (homonymie).
Grieg est un cratère d'impact présent sur la surface de Mercure. 
Le cratère fut ainsi nommé par l'Union astronomique internationale en 1985 en hommage au compositeur norvégien Edvard Grieg. 
Son diamètre est de 59 km. Il se situe dans le quadrangle de Victoria (quadrangle H-2) de Mercure.